# Uvijek ima nešto dalje
"Uvijek ima nešto dalje" naziv je šestog studijskog albuma pjavača Miše Kovača izdanog 1979. godine. Prema prodanoj tiraži dobio je status Zlatna ploča.

## Popis pjesama
1. "Da li je to ljubav prava" - 4:25 - (Đorđe Novković – Željko Sabol – Slobodan M. Kovačević)
2. "Varljivo ljeto" - 3:23 - (Slobodan M. Kovačević – Bratislav Zlatanović – Slobodan M. Kovačević)
3. "Igramo zadnji tango" - 3:14 - (Đorđe Novković – Željko Pavičić – Slobodan A. Kovačević)
4. "Mogli smo više" - 3:44 - (Đorđe Novković – Željko Krznarić – Slobodan A. Kovačević)
5. "Uvijek ima nešto dalje" - 4:11 - (Đorđe Novković – Željko Krznarić – Slobodan M. Kovačević)
6. "U svakoj te ženi pokušavam naći" - 3:56 - (Slobodan M. Kovačević – Ivica Flesch – Slobodan M. Kovačević)
7. "Ove noći svi su sretni" - 4:20 - (Slobodan M. Kovačević – Željko Sabol – Slobodan M. Kovačević)
8. "Zbog tebe, ljubavi moja" - 3:47 - (Dušan Šarac – Željko Sabol – Slobodan A. Kovačević)
9. "Što nas tako veže" - 3:36 - (Đorđe Novković – Željko Sabol – Slobodan M. Kovačević)
10. "Romantika" - 3:05 - (Mario Mihaljević – Mario Mihaljević – Slobodan A. Kovačević)

## Suradnici na albumu
1979.
- Branko Podbrežnički - ton majstor
- N. Martić - design
- Ivica Jakić - fotografije
- Bodo Kovačević - solo i ritam gitare
- Slobodan M. Kovačević - bass gitara
- Milo Vasić - bubnjevi i udaraljke
- Mato Došen - klavijature
- vokalna pratnja: Radmila, Neda i Tanja
- Vojno Kundić - urednik

2008.
- Želimir Babogredac - izdavač
- Ante Viljac - urednik
- Goran Martinac - digital remastering
- Nikša Martinac - redesign

## Vanjske poveznice
- Uvijek ima nešto dalje